# Tutankhamun
Tutankhamun – studyjny jazzowy albumu Art Ensemble of Chicago nagrany w czerwcu 1969 i wydany w tym samym roku przez firmę Freedom.

## Historia i charakter albumu
Od połowy lat 60. XX w. amerykańskie poszukujące zespoły jazzowe jak i awangardowi muzycy jazzowi opuszczali USA i przenosili się do „ziemi obiecanej”, którą była Europa, a zwłaszcza dwa miasta: Kopenhaga i Paryż. Przyczyną tego była konserwatywna krytyka amerykańska, która postanowiła bronić esencjonalnego wyrazu amerykańskiej kultury jakim stał się jazz, wyznaczając nieprzekraczalne granice i standardy. Niemogąc doczekać się uznania w kraju, amerykańscy jazzmani przenosili się do bardziej otwartej i nastawionej proawangardowo Europy.
W maju 1969 r. opuścił Stany Zjednoczone Art Ensemble of Chicago. W miesiąc później zrobił to samo zespół Anthony Braxton Trio (Braxton, Wadada Leo Smith – trąbka, i Leroy Jenkins – skrzypce).
W okresie tym AEC był kwartetem i nie posiadał perkusisty. Phil Wilson odszedł na początku 1969 r. do bluesowej chicagowskiej grupy Paul Butterfield Blues Band, w której także grał muzyczny partner Roscoe Mitchella – saksofonista Gene Dinwiddie oraz młody David Sanborn, będący pod wpływem Mitchella. Joseph Jarman, który grał w różnych grupach, po powrocie AEC z San Francisco do Chicago w 1968 r. dołączył do grupy i wkrótce występował już prawie wyłącznie z nimi, stając się stałym członkiem zespołu.
Z powodu braku perkusisty, członkowie grupy zostali zmuszeni do wykorzystywania, jak to sami nazwali, „małych instrumentów”. Były to „przeszkadzajki”, instrumenty perkusyjne i wiele „instrumentów” pochodzenia pozamuzycznego. W czasie jednego koncertu zespół potrafił wykorzystać 500 instrumentów. Także podczas nagrania tego albumu muzycy wykorzystywali owe „małe instrumenty”. 
Na albumie znalazły się tylko trzy kompozycje, z których najkrótsza, podzielona zresztą na 2 części, trwa prawie 10 minut. Tak długie utwory pozwalały na wyrażenie w jednej formie kompozycyjnej zarówno elementów lirycznych jak i najbardziej gwałtownych, co nadawało utworom niezwykłego dynamizmu wynikłego z kontrastów. W pierwszym utworze Favors posłużył się w wielkim stopniu recytacją, w której zabawa słowami wyraźnie znajduje się pod wpływem dadaizmu.
Oryginalny album analogowy składał się tylko z 2 kompozycji: „Tutankhamun” i „The Ninth Room”. Trzecia kompozycja „Tthinitthedalen” została dodana do cyfrowego wznowienia.

## Muzycy
- Lester Bowie – trąbka, skrzydłówka, bęben basowy, inne instrumenty dęte
- Roscoe Mitchell – saksofony: sopranowy, altowy i basowy, flet, klarnet, dzwonki, syrena, instrumenty perkusyjne, gwizdki
- Joseph Jarman – saksofony: sopranowy, altowy, tenorowy, klarnet, obój, fortepian, flet, klawikord, gitara, instrumenty perkusyjne
- Malachi Favors Maghostut – kontrabas, gitara basowa, instrumenty perkusyjne, bandżo, cytra

## Spis utworów
| 1. | Tutankhamun (Malachi Favors)                | 18:10 |
|    |                                             |       |
| 2. | The Ninth Room (Roscoe Mitchell)            | 15:35 |
|    |                                             |       |
| 3. | Tthinitthedalen: Part 1 (Mitchell & Favors) | 4:24  |
|    |                                             |       |
| 4. | Tthinitthedalen: Part 2 (Mitchell & Favors) | 4:44  |
|    |                                             |       |
|    |                                             | 42:53 |
|    |                                             |       |

## Opis płyty
- Producent – Chris Whent i Alan Bates
- Data nagrań – 26 czerwca 1969
- Miejsce nagrania – Polydor Studios (Dames II), Paryż, Francja
- Inżynier nagrywający – J.P. Dupuy i P. Quef
- Projekt – Malcolm Walker
- Czas – 33:45 (Lp), 42:23 (CD)
- Firma nagraniowa (oryginał)

Freedom Records (1969) (WB)
Numer katalogowy – FLP 40122
- Firma nagraniowa (wznowienie)

Black Lion (Niemcy)
Numer katalogowy – BLCD760199